# Novo Selo Rok
Novo Selo Rok je naselje z okoli 1.500 prebivalci na Hrvaškem, ki upravno spada pod mesto Čakovec; le-ta pa v Medžimursko županijo.
Sestavljeno je iz naslednjih delov/zaselkov: Rok, Novo Selo, Stari Rok, Novi Rok in Mali Rok.

## Demografija
| Pregled števila prebivalcev po letih | Pregled števila prebivalcev po letih | Pregled števila prebivalcev po letih | Pregled števila prebivalcev po letih | Pregled števila prebivalcev po letih | Pregled števila prebivalcev po letih | Pregled števila prebivalcev po letih | Pregled števila prebivalcev po letih | Pregled števila prebivalcev po letih | Pregled števila prebivalcev po letih | Pregled števila prebivalcev po letih | Pregled števila prebivalcev po letih | Pregled števila prebivalcev po letih | Pregled števila prebivalcev po letih | Pregled števila prebivalcev po letih |
| ------------------------------------ | ------------------------------------ | ------------------------------------ | ------------------------------------ | ------------------------------------ | ------------------------------------ | ------------------------------------ | ------------------------------------ | ------------------------------------ | ------------------------------------ | ------------------------------------ | ------------------------------------ | ------------------------------------ | ------------------------------------ | ------------------------------------ |
| 1857                                 | 1869                                 | 1880                                 | 1890                                 | 1900                                 | 1910                                 | 1921                                 | 1931                                 | 1948                                 | 1953                                 | 1961                                 | 1971                                 | 1981                                 | 1991                                 | 2001                                 |
| 168                                  | 330                                  | 413                                  | 429                                  | 444                                  | 498                                  | 588                                  | 809                                  | 978                                  | 965                                  | 1011                                 | 1113                                 | 1271                                 | 1443                                 | 1476                                 |